# Ivan Ivanišević
Ivan Ivanišević (nascut el 23 de novembre de 1977) és un jugador d'escacs serbi, que té el títol de Gran Mestre des de 2000.
A la llista d'Elo de la FIDE del juny de 2022, hi tenia un Elo de 2557 punts, cosa que en feia el jugador número 5 (en actiu) de Sèrbia. El seu màxim Elo va ser de 2664 punts, a la llista de juliol de 2008 (posició 58 al rànquing mundial).

## Resultats destacats en competició
L'agost de 2003 fou subcampió de l'Obert Ciutat de Badalona amb 7½ punts de 9, empatat amb el campió Víktor Moskalenko. Va guanyar el campionat de Sèrbia el 2008, i revalidà el títol el 2009. Tornà a guanyar el campionat de Sèrbia els anys 2011 i 2012.
Ivanišević va prendre part a la Copa del Món de 2011, però fou eliminat en primera ronda per Alexander Onischuk.
El 2014 fou campió del Memorial Txigorin amb 7½ punts de 9, els mateixos punts però amb millor desempat que Ivan Bukavxin. El 2015 va guanyar el Karpos Open a Skopje, amb 7,5 punts, mig per sobre d'un grup de forts GMs. El juny de 2016 va guanyar el Festival d'Escacs de Zalakaros, que servia també de Campionat d'Hongria, amb 7/9 punts, per davant de Levente Vajda i de Ferenc Berkes.
Va guanyar novament el campionat de Sèrbia el 2017, i el 2019 obtingué el seu 6è títol.

### Participació en competicions per equips
Ivanišević va jugar, representant Iugoslàvia a les olimpíades d'escacs de 1998, 2000 i 2002 i representant Sèrbia a partir de 2008.